# Ljubovija
Ljubovija (serbocroata cirílico: Љубовија) es un municipio y pueblo de Serbia perteneciente al distrito de Mačva del oeste del país.
En 2011 tenía 14 469 habitantes, de los cuales 3929 vivían en el pueblo y el resto en las 26 pedanías del municipio. La gran mayoría de la población se compone étnicamente de serbios (14 108 habitantes), existiendo una minoría de gitanos (171 habitantes).
Se ubica unos 40 km al sur de Loznica, junto a la frontera con Bosnia y Herzegovina marcada por el río Drina.

## Pedanías
Junto con Ljubovija, pertenecen al municipio las siguientes pedanías:
- Berlovine
- Vrhpolje
- Gornja Ljuboviđa
- Gornja Orovica
- Gornja Trešnjica
- Gornje Košlje
- Gračanica
- Grčić
- Donja Ljuboviđa
- Donja Orovica
- Drlače
- Duboko
- Leović
- Lonjin
- Orovička Planina
- Podnemić
- Postenje
- Rujevac
- Savković
- Selenac
- Sokolac
- Tornik
- Uzovnica
- Caparić
- Crnča
- Čitluk